# Anthanassa stesilea
Anthanassa stesilea är en fjärilsart som beskrevs av Bates 1864. Anthanassa stesilea ingår i släktet Anthanassa och familjen praktfjärilar. Inga underarter finns listade i Catalogue of Life.